# Graham Bell (Sänger)
Graham Thomas Bell (* 17. April 1948 in Blyth (Northumberland), England; † 2. Mai 2008 in London) war ein englischer Pop- und Rocksänger.

## Leben
Der Sohn nordenglischer Musiker veröffentlichte bereits im Alter von 18 Jahren seine erste Single (How Do You Say) I Don’t Love You Anymore (1966). Im gleichen Jahr wurde er Sänger der Band Skip Bifferty, die sich 1969 auflöste, nachdem sie als Heavy Jelly eine letzte Single aufgenommen hatten. Zwischenzeitlich sang Bell in einer Gruppe namens The Gift; sie machten zwar einige Aufnahmen, diese blieben jedoch unveröffentlicht.
Nach einem kurzen Intermezzo bei der Gruppe Griffin, die zwei Singles herausbrachte, sang Bell ab 1970 bei Every Which Way, die sich nach einem Album 1971 wieder trennten. Anschließend tat sich Bell wieder mit John Turnbull und Mickey Gallagher zusammen, seinen alten Kollegen von Skip Bifferty, die inzwischen eine eigene Band namens Arc hatten. Zusammen bildeten sie Bell + Arc, die sich nach einem Album bereits 1972 wieder auflösten.
1972 sang Graham Bell die Rolle des Lover bei der orchestralen Version der Rockoper Tommy. Im gleichen Jahr kam sein erstes Soloalbum Graham Bell heraus.
In den folgenden Jahren versuchte Graham Bell in verschiedenen Formationen, seine Karriere fortzuführen, zeitweise in Amerika. Ende der 1980er Jahre sang er in Snowy White’s Blues Agency. 2008 starb er an Krebs.

## Diskografie

### Alben
- 1967: Skip Bifferty (RCA Victor, mit Skip Bifferty)
- 1969: Take Me Down To The Water (mit Heavy Jelly; veröffentlicht 1984 auf Psycho)
- 1970: Brian Davison’s Every Which Way (Charisma, mit Brian Davison’s Every Which Way)
- 1971: Bell + Arc (Charisma, mit Arc)
- 1972: Graham Bell (Charisma)
- 1988: Change My Life (Bellaphon, mit Snowy White’s Blues Agency)
- 1989: Open For Business (Bellaphon, mit Snowy White’s Blues Agency)

### Singles
- 1966: (How Do You Say) I Don't Love You Anymore / If You're Gonna Go (Polydor)
- 1967: On Love / Cover Girl (RCA Victor, mit Skip Bifferty)
- 1968: Man In Black / Mr Money Man (RCA Victor, mit Skip Bifferty)
- 1968: I Keep Singing That Same Old Song / Blue (Island, mit Heavy Jelly)
- 1972: Too Many People / Before You Can Be A Man  (Charisma)

### Als Sessionmusiker
- 1972: London Symphony Orchestra: Tommy – Die orchestrale Version
- 1974: Carol Grimes: Warm Blood (Caroline)